# Talheim (powiat Heilbronn)
Talheim – miejscowość i gmina w Niemczech, w kraju związkowym Badenia-Wirtembergia, w rejencji Stuttgart, w regionie Heilbronn-Franken, w powiecie Heilbronn, wchodzi w skład związku gmin Flein-Talheim. Leży nad Neckarem, ok. 6 km na południe od Heilbronn, przy drodze krajowej B27.

## Galeria

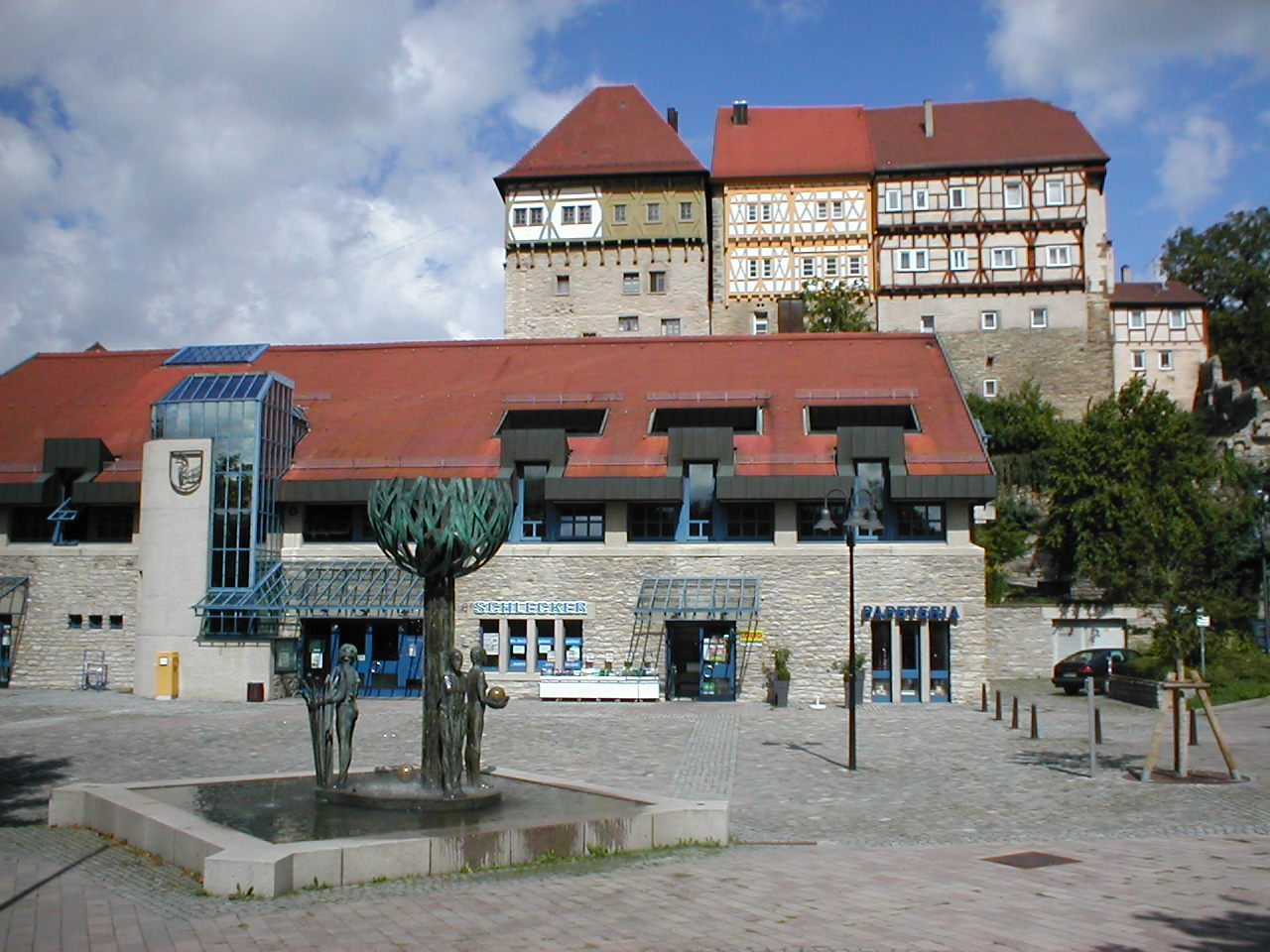
Ratusz z zamkiem
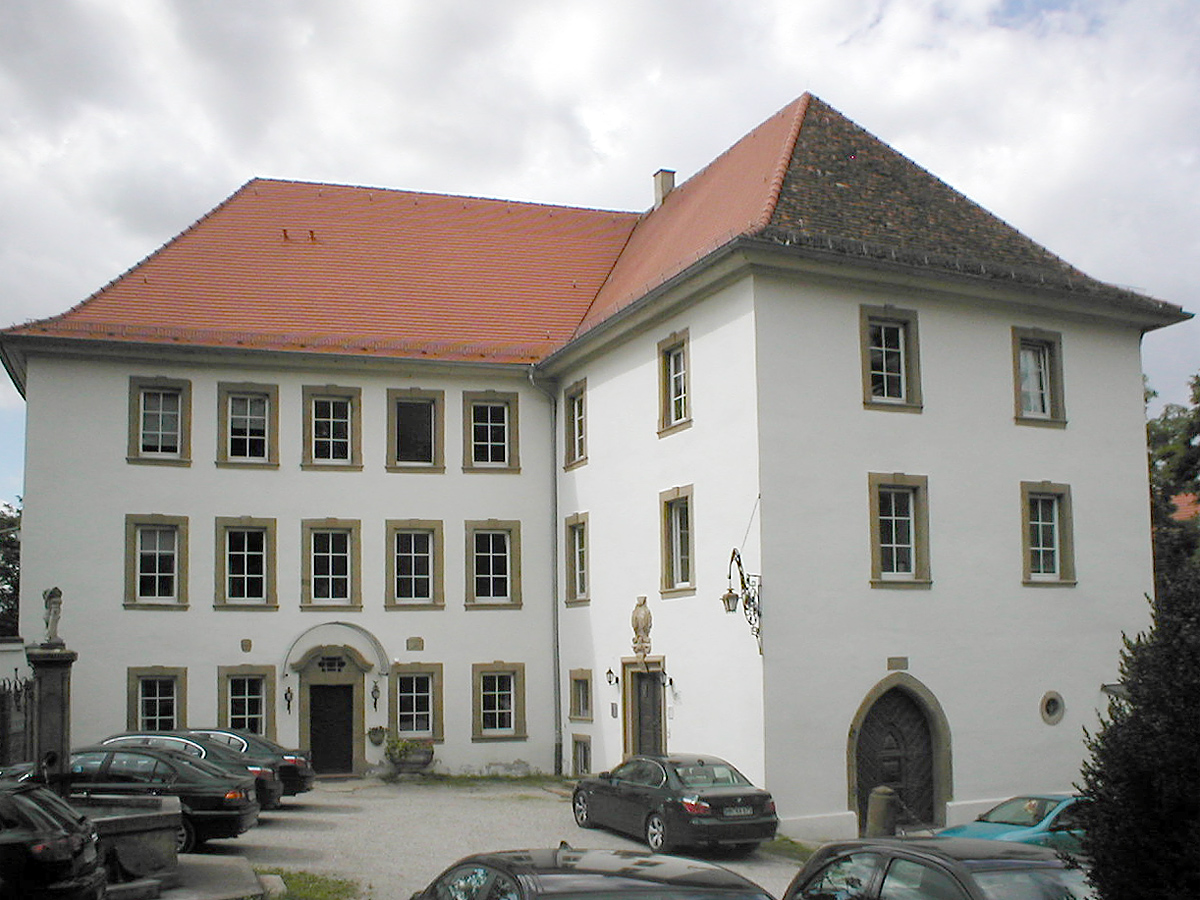
Zamek
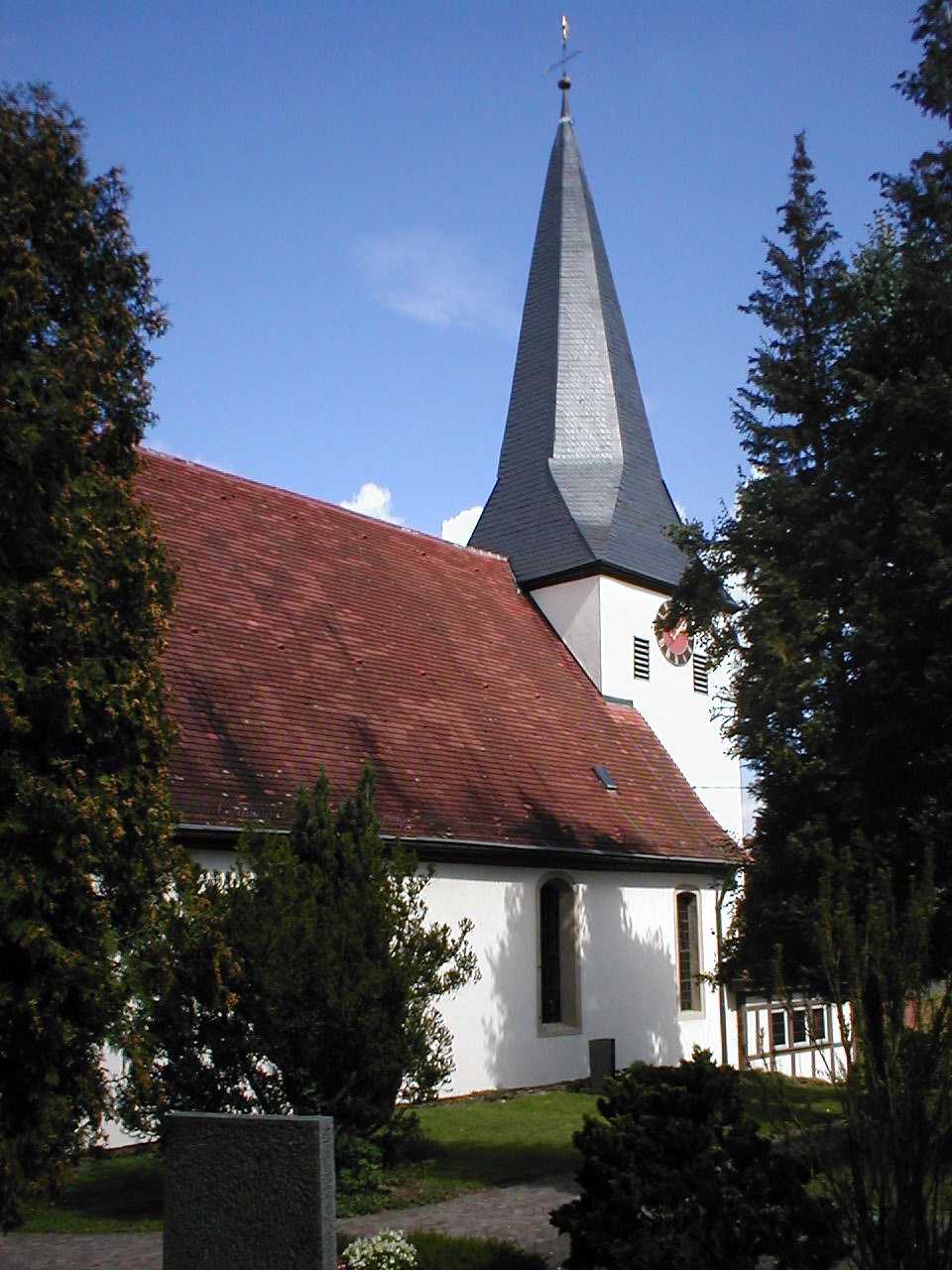
Kościół ewangelicki
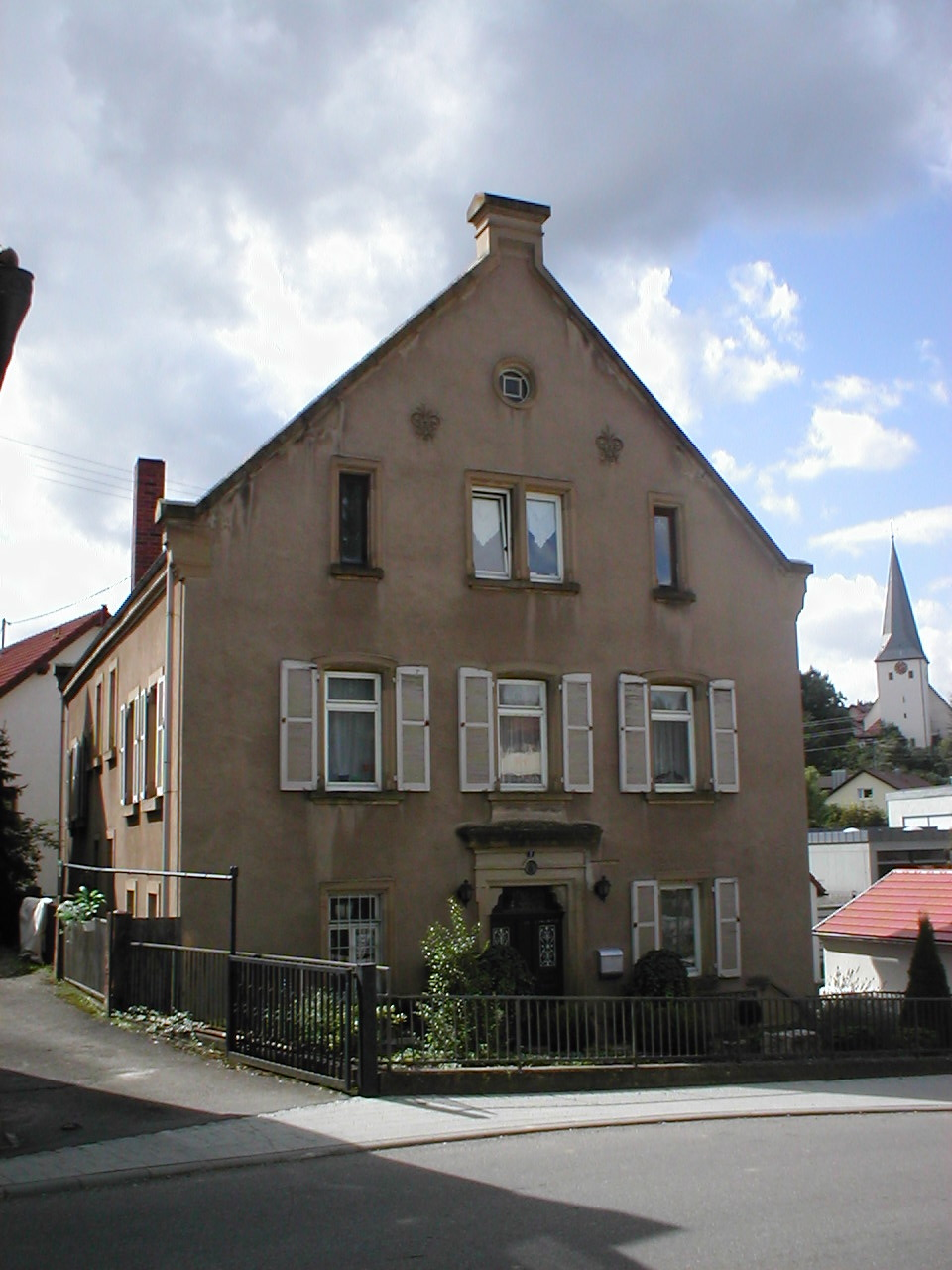
Ewangelicka plebania
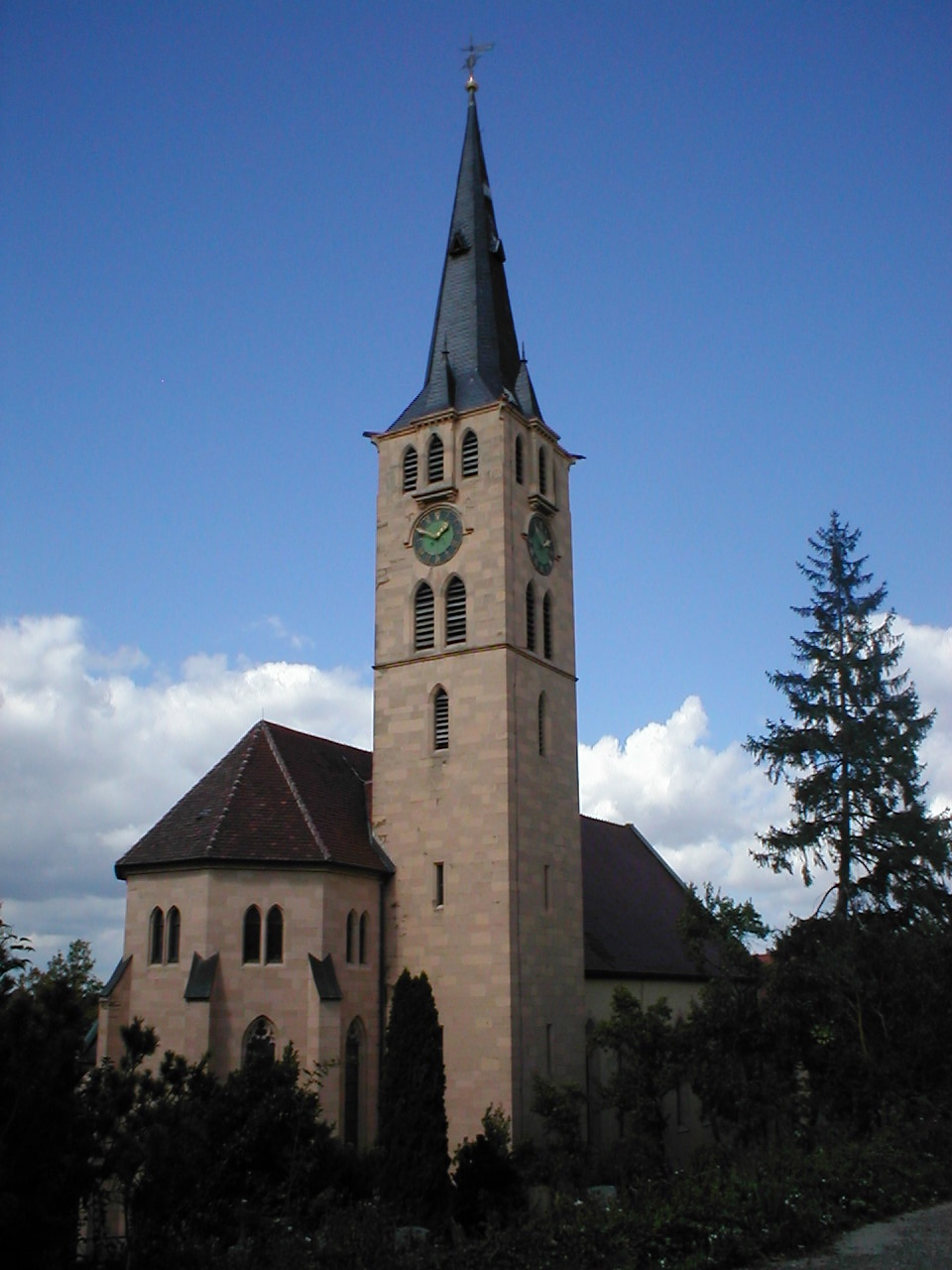
Kościół katolicki
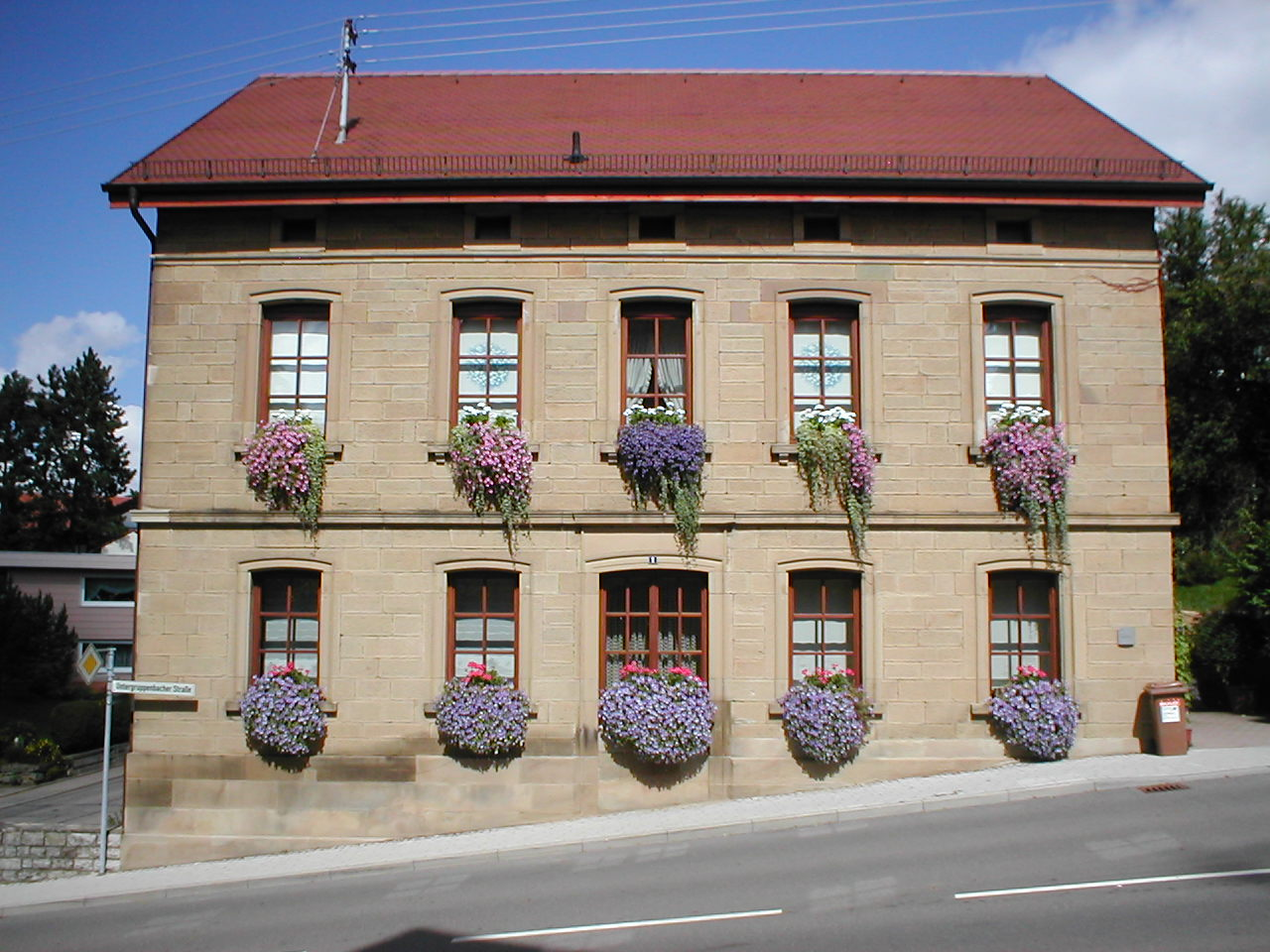
Plebania katolicka
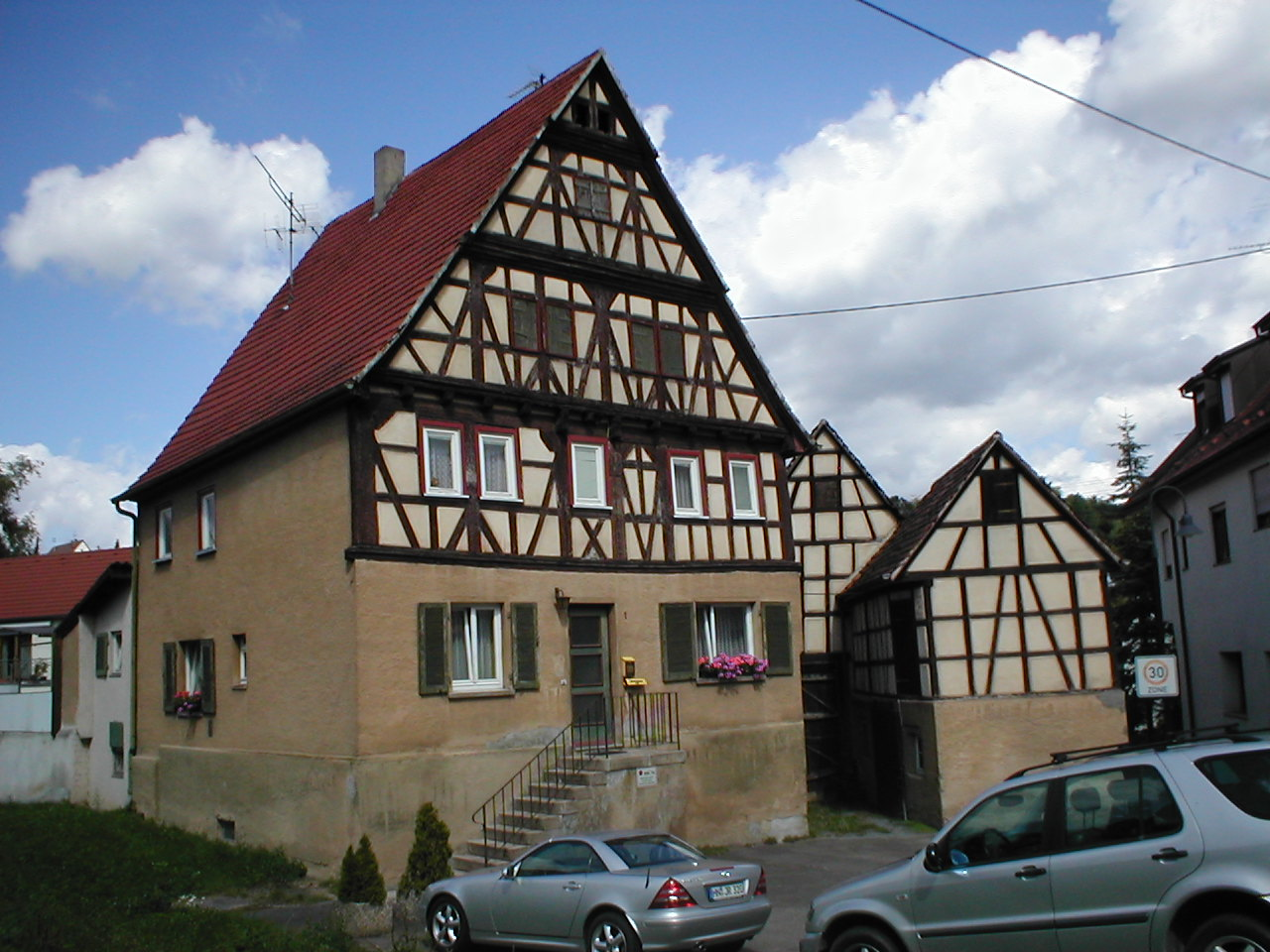
Dom z muru pruskiego
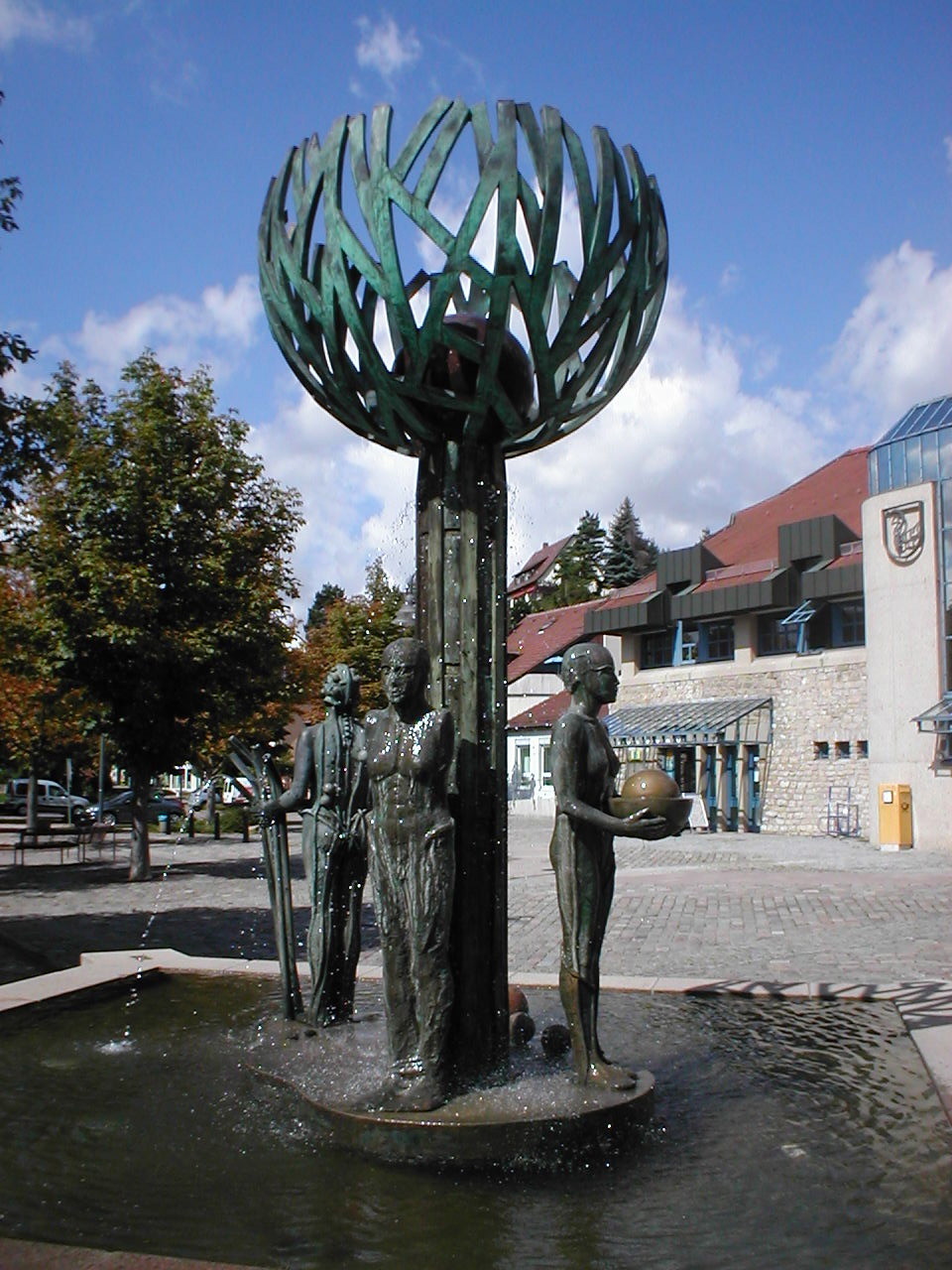
Fontanna